# Kapaula de l'Épine
Kapaula de l'Épine, född 17 augusti 2020, är en fransk varmblodig travhäst. Hon tränas av Jeremy Gaston Van Eeckhaute och rids sedan 2024 av Adrien Lamy.
Hon började tävla 2022 och inledde med en femteplats för att sedan ta sin första seger i sextondestarten. Hon har hittills sprungit in 463 240 euro på 50 starter varav 3 segrar, 9 andraplatser och 2 tredjeplatser. Hon har tagit karriärens hittills största seger i Prix Louis Tillaye (2023).
Hon har även segrat i Prix Raoul Ballière (2023) och på andraplats i Prix Serpentis (2023), Prix Réne Palyart (2024), Prix Henri Ballière (2024), Prix Legoux-Longpre (2024), Prix Olry-Roederer (2024), Prix Jag de Bellouet (2024), Prix Louis Forcinal (2025) samt på tredjeplats i Prix des Centaures (2025) och Prix Jean Gauvreau (2025).

## Statistik
| Statistik för Kapaula de l'Épine (Ref.) | Statistik för Kapaula de l'Épine (Ref.) | Statistik för Kapaula de l'Épine (Ref.) | Statistik för Kapaula de l'Épine (Ref.) | Statistik för Kapaula de l'Épine (Ref.) | Statistik för Kapaula de l'Épine (Ref.) |
| --------------------------------------- | --------------------------------------- | --------------------------------------- | --------------------------------------- | --------------------------------------- | --------------------------------------- |
| Starter                                 | Placeringar                             | Startprissumma                          | Segerprocent                            | Platsprocent                            | Rekord                                  |
| 50                                      | 3-9-2                                   | 463 240 euro                            | 6 %                                     | 28 %                                    | 1.11,0ak,                               |

### Större segrar
| År   | Lopp                | Kusk            | Vinstbelopp | Grupp   |
| ---- | ------------------- | --------------- | ----------- | ------- |
| 2023 | Prix Louis Tillaye  | Mathieu Mottier | 54 000 EUR  | Grupp 2 |
| 2023 | Prix Raoul Ballière | Éric Raffin     | 54 000 EUR  | Grupp 2 |